# Шум

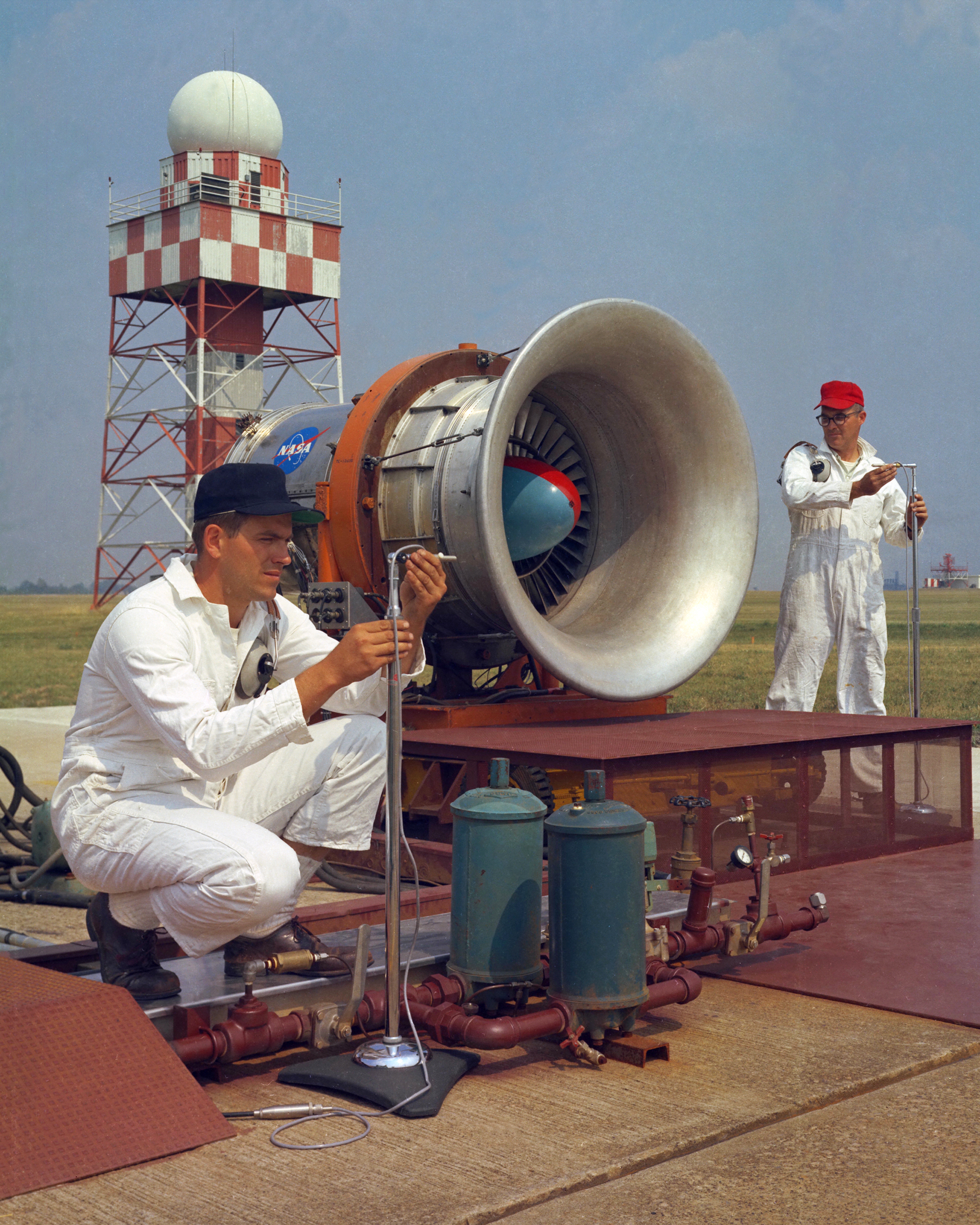
Дослідники NASA в дослідницькому центрі ім. Джона Ґлена проводять вимірювання шуму авіаційного двигуна в 1967

Шум або акусти́чний шум — надмірність різних звуків, коливання частинок довкілля, що сприймається органами слуху людини як небажані, неприємні звуки . З погляду акустики: шум — нестійкі або випадкові акустичні коливання, що відзначаються мимовільною зміною амплітуди і частоти.

## Класифікація
За походженням шуми бувають:
- аеродинамічного походження — шум, що виникає у газах;
- гідродинамічного походження — шум, що виникає у рідинах;
- електромагнітного походження — шум, що виникає внаслідок коливань елементів електромеханічних пристроїв під впливом магнітних змінних сил;
- механічного походження — шум, що виникає внаслідок двигтіння поверхонь машин та обладнання, а також ударів у з'єднаннях деталей, збірних одиниць або конструкцій загалом.

За частотною характеристикою, шуми звукового діапазону частот поділяються на:
- низькочастотний (<400 Гц);
- средньочастотний (400—1000 Гц);
- високочастотний (>1000 Гц).

В деяких галузях техніки, зокрема в електроніці та акустиці існує абстрактне поняття кольору шуму, що приписує шумовому сигналу певний колір виходячи з його статистичних властивостей. Однією з таких ознак, за допомогою якої можна розрізняти види шуму, може бути спектральна густина (розподіл потужності за частотами). Прийнято розрізняти такі різновиди шумів за кольорами: білий шум, рожевий шум, червоний (коричневий) шум та сірий шум. Іноді виділяють й інші різновиди.

## Вплив шуму на людину
Шум — одна з форм фізичного (хвильового) забруднення навколишнього середовища, звуковий тиск. Під шумом розуміють усі неприємні та небажані звуки чи їхню сукупність, які заважають нормально працювати, сприймати інформаційні звукові сигнали, відпочивати. Він виникає внаслідок стиснення і розрідження повітряних мас, тобто коливних змін тиску повітря. Розрізняють шум постійний, непостійний, коливний, переривчастий, імпульсний. Загалом шум — це здебільшого, безладне нагромадження звуків різної частоти, сили, висоти, тривалості, які виходять за межі приємного звукового сприйняття. Треба враховувати, що наприклад чудова музика, але увімкнена на дуже велику гучність, може викликати неприємні відчуття і пошкодити слух. Нині добре відомо, що шуми шкідливо впливають на здоров'я людей, знижують їхню працездатність, викликають захворювання органів слуху (глухоту), ендокринної, нервової, серцево-судинної систем (гіпертонія). Фізіолого-біологічне призвичаєння людини до шуму майже неможливе, через це регулювання і обмеження звукового забруднення довкілля — важливий і обов'язковий захід.
На пристосування до потужного шуму, організм людини витрачає велику кількість енергії, перенапружується нервова система, виникають втома, нервовий і психічний розлади.
Особливо важко переносяться раптові різкі високочастотні звуки. На рівні шуму понад 80 дБА послаблюється слух, виникають нервово-психічні захворювання, виразка шлунку, гіпертонія, підвищується агресивність. Дуже сильний шум (понад 110 дБА) призводить до так званого шумового сп'яніння, а потім — до руйнування тканин тіла, перш за все — слухового апарату. Жінки більш чутливі до дії сильного шуму, і у них за умов звукового дискомфорту виникають ознаки неврастенії.
Розрізняють два види нормування виробничого шуму: санітарно-гігієнічне і технічне. Перше регулює рівень шуму з огляду його дії на організм людини. Норматив житлово-побутового шуму — 40 дБА вдень, 30 дБА — вночі. Технічне нормування стандартизує існуючі або очікувані шумові характеристики устаткування об'єкта. Друге повинне забезпечити вимоги першого. Вухо людини звукові хвилі частотою нижче 16 Гц сприймає не як звук, а як вібрацію. Двигтіння — це тремтіння або струси всього тіла чи окремих його частин під час різних робіт (бетоноукладання, роботи в шахтах з відбійним молотком, розпилювання матеріалів тощо). Тривалі вібрації завдають великої шкоди здоров'ю — від сильної втоми й не дуже значних змін багатьох функцій організму до струсу мозку, розриву тканин, порушення серцевої діяльності, нервової системи, деформації м'язів і клітин, порушення чутливості шкіри, кровообігу тощо.
Чинними нормативами передбачається гранично допустимий рівень звуку — 85 дБ. Рівень звукового тиску на частотах 63, 125, 250, 500, 1000, 2000, 4000, 8000 Гц не повинен перевищувати відповідно 99, 92, 86, 83, 80, 78,76, 74 дБ. Нормується також вібраційна швидкість, яка на частотах 16, 32, 63, 250 Гц повинна відповідати 0,0015, 0,0022, 0,0027, 0,0035 м/с. За тривалості дії вібрації не більше 20 % робочого часу, допускається збільшення вібраційної швидкості в 1,5 рази.

## Шумозахист
Шумозахист, шумозахисні заходи, спрямовані на обмеження негативного шумового впливу поділяються на 2 групи:
- 1 — заходи, спрямовані на зниження шуму в джерелі;
- 2 — заходи, спрямовані на зниження шуму на шляху поширення.

Захист від шуму повиннен здійснюватися розробкою шумобезпечної техніки, з  використанням методів та засобів колективного захисту та засобів особистого захисту.  Питання боротьби з шумом слід починати вирішувати ще під час проектування підприємства, робочого місця, устаткування. Для цього використовуються організаційні, технічні та медично-профілактичні заходи.
До організаційних заходів належать: правильне розташування виробничих ділянок, устаткування та робочих місць; постійний нагляд за розпорядком праці і відпочинком працівників; обмеження застосування обладнання та використання робочих місць, що не відповідають санітарно-гігієнічним вимогам.
Технічні заходи дають змогу значно зменшити вплив шуму на працівників і поділяються на заходи, що втілюються: в джерелі виникнення (конструктивні та технологічні), на шляху розповсюдження (звукоізоляція, звукопоглинання, глушники шуму, звукоізоляційні укриття) та в зоні сприйняття (засоби колективного та особистого захисту).  Для зниження звукового тиску, необхідно насамперед використовувати конструктивні та технологічні методи, які своєю чергою залежать від походження звуку, конструктивних особливостей обладнання. Надзвичайно ефективним методом зниження шуму в джерелі його виникнення в деяких випадках може стати зміна технології, наприклад, за допомогою заміни ударних взаємодій безударними (заміна клепання зварюванням, кування штампуванням, літерний метод друку - лазерним тощо). При конструюванні механічного обладнання в першу чергу слід намагатися зменшити рівень коливань конструкції або її елементів, що створюють шум.  Для зниження шуму механічного походження у вузлах, в яких здійснюються ударні процеси слід зменшити сили збурення, збільшити час контакту елементів, що взаємодіють між собою, збільшити внутрішні втрати в системах що коливаються, зменшити площу випромінювання звуку. Зазвичай це досягається:  заміною зворотно-поступального переміщення обертовим;  підвищенням якості балансування обертових деталей;  підвищенням класу точності виготовлення деталей;  поліпшенням змащування;  заміною підшипників кочення на підшипники ковзання;  використанням негучних матеріалів (наприклад, пластмас);  використанням вібродемпфуючих матеріалів (мастики);  застосуванням віброізоляції машин від фундаменту;  використанням гнучких сполучень;  використанням зубчастих передач з спеціальним профілем або заміною їх на малошумні передачі (клиноремінну, гідравлічну тощо).